# کم (خواننده)
کم (متولد Camaron Marvel Ochs؛ ۱۹ نوامبر ۱۹۸۴) خواننده و ترانه‌سرای موسیقی کانتری آمریکایی است. او کار خود را به عنوان ترانه‌سرا آغاز کرد و برای چندین هنرمند از جمله سم اسمیت و مایلی سایرس آهنگسازی کرد.
او با امضای قرارداد با سونی موزیک انترتینمنت، اولین آلبوم چندآهنگه خود را در مارس ۲۰۱۵ با نام به کشور بادامک خوش آمدید منتشر کرد و پس از آن آلبوم استودیویی رام نشده را در همان سال منتشر کرد. سومین آلبوم او طرف دیگر بود که در سی ببر در سال ۲۰۲۰ منتشر شد.
کم در ۱۸ نوامبر ۱۹۸۴ در هانتینگتون بیچ، کالیفرنیا، به دنیا آمد و در لافایت، کالیفرنیا، حومه ای در منطقه خلیج سانفرانسیسکو بزرگ شد. او همچنین مدتی را در اوشن ساید، کالیفرنیا گذراند، جایی که پدربزرگ و مادربزرگش مزرعه ای داشتند.